# 卡納島 (蘇格蘭)

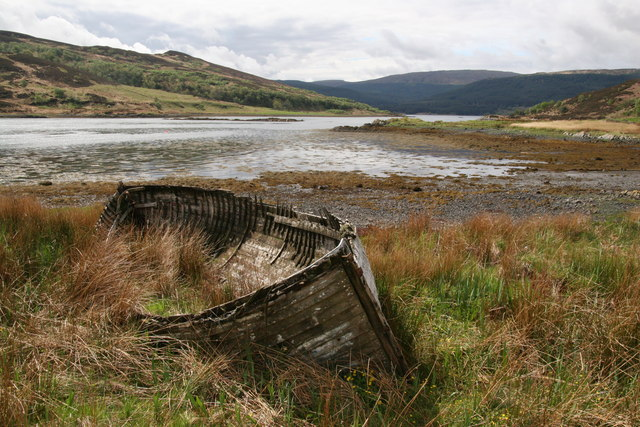
卡納島上的一艘古船

卡納島是蘇格蘭的島嶼，位於赫布里底海，屬於內赫布里底群島的一部分，面積2.13平方公里，最高點海拔高度169米，島上無人居住。
56°40′0″N 5°53′0″W / 56.66667°N 5.88333°W